# 広戸村 (福島県)
広戸村（ひろとむら）は、福島県岩瀬郡にかつて存在した村である。

## 地理
- 現在の矢吹町の北西部、天栄村の東部に位置する。
- 村域は山がちな地形である。

## 歴史

### 村域の変遷
- 1889年（明治22年）4月1日 町村制施行により、柿之内村・高林村・飯豊村・白子村・小川村が合併し岩瀬郡広戸村が発足。
- 1955年（昭和30年）3月31日 - 市町村合併により、広戸村は消滅。
  - 広戸村の一部（柿之内・高林の各一部）は西白河郡矢吹町・中畑村・三神村とともに合併し矢吹町が発足。
  - 広戸村の残部（飯豊・白子・小川と柿之内・高林の各一部）は牧本村・湯本村・大里村とともに合併し天栄村が発足。

変遷表
| 1868年 以前 | 1868年 以前    | 明治22年 4月1日 | 昭和30年 3月31日 | 現在   |
| ----------- | -------------- | --------------- | ---------------- | ------ |
|             | 柿之内村       | 広戸村          | 天栄村           | 天栄村 |
|             | 高林村         | 広戸村          | 天栄村           | 天栄村 |
|             | 飯豊村         | 広戸村          | 天栄村           | 天栄村 |
|             | 白子村         | 広戸村          | 天栄村           | 天栄村 |
|             | 小川村         | 広戸村          | 天栄村           | 天栄村 |
|             | 柿之内村の一部 | 広戸村          | 矢吹町           | 矢吹町 |
|             | 高林村の一部   | 広戸村          | 矢吹町           | 矢吹町 |

## 大字
- 柿之内（かきのうち）
- 高林（たかはやし）
- 飯豊（いいとよ）
- 白子（しろこ）
- 小川（おがわ）

## 人口・世帯

### 人口
総数 [単位： 人]
| 1889年（明治22年） | 1,982 |
| 1920年（大正 9年） | 2,568 |
| 1935年（昭和10年） | 3,781 |

### 世帯
総数 [単位： 世帯]
| 1920年（大正 9年） | 454 |
| 1935年（昭和10年） | 635 |